# Cabergolină
Cabergolina este un medicament derivat de ergolină ce prezintă mai multe indicații terapeutice, fiind și un antiparkinsonian. Calea de administrare disponibilă este cea orală.
Molecula a fost patentată în 1980 și a fost aprobată pentru uz medical în anul 1993.

## Utilizări medicale
Cabergolina este utilizată în tratamentul următoarelor tulburări:
- neurologice: boala Parkinson[12]
- endocrinologice: hiperprolactinemie, prolactinoame, acromegalie, tulburări ale ciclului menstrual.

## Farmacologie
Cabergolina este un stimulant direct al receptorilor dopaminergici de tipul D2.